# Адельборг, Оттилия
Ева Оттилия Адельборг (швед. Eva Ottilia Adelborg; 6 декабря 1855, Карлскруна, Блекинге, Швеция — 19 марта 1936, Коппарберг, Швеция) — шведская художница, иллюстратор детских книг, основатель школы кружевоплетения. В 2000 году в Швеции учреждена литературная премия Оттилии Адельборг. В муниципалитете Gagnef создан музей Оттилии Адельборг.

## Биография
Ева Оттилия Адельборг, дочь Брор Джейкоба Адельборга (Bror Jacob Adelborg) и Хедвиг Катарины (Hedvig Catharina af Uhr), родилась в городе Карлскруна, Швеция. Она была внучкой Эрик Отто Борга (1741—1787), шведского армейского капитана, который получил фамилию Adelborg от Короля Густава III Швеции. Её сестра, Гертруда, была борцом за права женщин в Швеции, а её сестра, Мария Адельборг, также стала художницей.
У Адельборг рано проявился талант к рисованию. С 1878 по 1884 год она училась в Королевской академии искусств, позже продолжила художественное образование, знакомясь в шедеврами живописи в поездках по Голландии (1898), Италии (1901) и Франции.

## Карьера
Адельборг стала известна, как иллюстратор детских книг. Художница рисовала в разной технике: карандашом, акварелью, углем, маслом и др. С 1885 по 1920 год она иллюстрировала более десятка своих книг и ещё с десяток книг других авторов. Одной из её самых известных книг была Азбука цветов — Prinsarnes blomsteralfabet (Цветочный алфавит, 1892), которая была выполнена под влиянием работ художника Уолтера Крейна.
Ещё одной успешной её работой стала детская книга Pelle Snygg och barnen i Snaskeby (1896).
За эти и другие её ранние работы Адельборг называют «создателем шведской книги с картинками для детей». Стиль её работ сравнивался с работами Эльзы Бесков. В 1911 году она разработала постер для первой крупной выставки женщин-художников в Швеции.
Кроме рисования, Адельборг также было интересно мастерить и в 1899 году она стала членом правления созданной Ассоциации шведских ремёсел. В 1903 году она переехала в Gagnef, где основала школу кружевоплетения. Адельборг умерла в Gagnef 19 марта 1936 года.
Её работы находятся в собственности музея Оттилии Адельборг муниципалитета Gagnef, музея Цорна, и в Национальном музее в Стокгольме.

### Книги Евы Адельборг
- Barnens julbok : gamla visor och rim. Stockholm: Alb. Bonnier. 1885. Libris 1597949
- Barnens lilla julbok : gamla visor och rim tecknade. Stockholm: Fritze. 1887. Libris 1623698
- Almanach 1889 / ritad. Stockholm: P. A. Norstedt. 1888. Libris 10557557
- Sagan om Askungen. Stockholm: Bonnier. 1890. Libris 1625943
- Ängsblommor : en samling barnrim och historier upptecknade och ritade. Stockholm: Albert Bonnier. 1890. Libris 10396960
- Prinsarnes blomsteralfabet. Stockholm: Bonnier. 1892. Libris 3040872
- Blomstersiffror med rim. Stockholm: Bonnier. 1894. Libris 1620730
- Pelle Snygg och barnen i Snaskeby. Stockholm: Bonnier. 1896. Libris 1643772
- Ute blåser sommarvind : vaggvisa / [musik: Alice Tegnér]; [ritad af Ottilia Adelborg]. Stockholm: Bonnier. 1900. Libris 1645740
- Bilderbok : samlad ur barntidningar. Stockholm: Bonnier. 1907. Libris 3040863
- Från Gagnä-mäns näs : skrifverier och ritningar. Stockholm: Bonnier. 1909. Libris 1480062
- Småjäntorna och andra visor / ritade; musik av Alice Tegnér. Stockholm: Skoglund. 1912. Libris 1639683
- Gråns : en by som varit. Stockholm: Bonnier. 1918. Libris 1513220
- Dalritningar. Stockholm: Bonnier. 1920. Libris 1648770 — Fulltext: Kungl. Biblioteket ; Projekt Runeberg
- Krabbataska : en gammaldags saga från Estland / bearb. och ritad. Stockholm: Folkskolans barntidn. 1924. Libris 1469247

### Книги других авторов с иллюстрациями Адельборг
- Hagerberg, A. V. (1889?). Stora barn och små [Musiktryck] : (julklapp). Stockholm: Abr. Lundquist. Libris 2634000
- Romdahl, Clara (1891). Barnamat : lite roligt åt de små på vers och prosa. 6. portionen / af En barnavän. Stockholm: Lars Hökerberg. Libris 10535711
- Romdahl, Clara (1891). Barnamat : lite roligt åt de små på vers och prosa. 7. portionen / af En barnavän. Stockholm: Lars Hökerberg. Libris 10535718
- Palm, Amy; Adelborg Ottilia (1893). Barnen på Broby: berättelse för barn. Stockholm: Hökerberg. Libris 1205231
- Rydberg, Viktor (1895). Lille Viggs äfventyr på julafton [Ingår i Skrifter, vol. VIII] (3, 46 sidor) af Geijerstam, Gustaf (1896). Mina pojkar. En sommarbok för stora och små. 2. uppl. / ill. af Ottilia Adelborg. Stockholm: Fahlcrantz. Libris 1644395
- Topelius, Zacharias (1898). Walters äfventyr. Åtta äventyrssagor med Walter. Illustrerad av Ottilia Adelborg. Stockholm: Bonniers. Libris 1246881
- Roos, Anna Maria (1901). Mariæ nyckelpigas visbok. Stockholm: Abr. Lundquist. Libris 1728189
- Oterdahl, Jeanna (1901). Solhult. Stockholm: Wilhelm Bille. Libris 1392044
- Hammarsköld, Carin (1924). Sagan om sanningens källa och tre andra sagor. Stockholm: Hökerberg. Libris 1474507
- Bergquist von Mirbach, Magda (1925). Sagokungar och bergatroll. Stockholm: Diakonistyr. Libris 1470088
- Bergquist von Mirbach, Magda (1926). Det var en gång en konung, jämte andra sagor för stora och små. Stockholm: Diakonistyr. Libris 1317457